# Свинцов, Андрей Николаевич
Андре́й Никола́евич Свинцо́в (род. 12 ноября 1978, Москва, РСФСР, СССР) — российский политик, депутат Государственной думы РФ VI, VII и VIII (с июня 2022 года) созывов. Заместитель председателя Комитета ГД по информационной политике, информационным технологиям и связи. В 2022 году, после смерти Владимира Жириновского, получил его мандат в Государственной думе ФС РФ.
Из-за вторжения России на Украину, находится под международными санкциями всех стран Евросоюза, Украины и Швейцарии.

## Биография
Родился в Москве.
В 2000 году окончил Московский государственный университет природообустройства.
В 2013 году окончил созданный Жириновским Институт мировых цивилизаций.
В 2000 году вступил в ряды ЛДПР. С июля 2003 года работал в секретариате Владимира Жириновского. С марта 2004 года был помощником первого заместителя Руководителя фракции ЛДПР в ГД РФ Максима Рохмистрова.
В 2007 году баллотировался в Государственную думу V созыва, но избран не был. С 2008 по 2011 год Свинцов занимал должность помощника заместителя председателя Государственной Думы V созыва Владимира Жириновского, был директором автономной некоммерческой организации «Центр информационно-консультационных услуг в области жилищного права "Молодежный город"».
В 2011 году был избран депутатом Госдумы в составе списка партии ЛДПР. В 2016 году повторно избран депутатом Государственной думы.
В 2021 году баллотируясь по спискам ЛДПР не получил депутатский мандат, 8 июня 2022 года стал депутатом ГД восьмого созыва, получив вакантный мандат умершего в апреле того же года основателя ЛДПР Владимира Жириновского.
В 2023 году Андрей Николаевич рассказал о том, что в детстве подвергался семейному насилию со стороны отца и деда.

## Законодательные инициативы и заявления
В 2015 году депутат Свинцов заявил о том, что в буфете Госдумы продаются конфеты, страной-производителем которых является Турция. Свинцов заявлял о намерении добиться запрета продажи турецких конфет и проверить их на соответствие санитарным нормам. Как заявил депутат, любое сотрудничество с турецким бизнесом должно считаться финансированием террористов. Также депутат заявил о том, что якобы получил обращение от избирателя о том, что у него болел живот от турецких конфет. Депутат предположил, что в турецких конфетах используется пальмовое масло, которое может привести к онкологии и другим заболеваниям.
В 2023 году Андрей Николаевич заявил о том, что деятелей шоу-бизнеса, уехавших из России после полномасштабного вторжения в Украину, необходимо выпороть плетью на Красной площади, чтобы они «на коленях попросили прощения у всех граждан РФ и президента России». Депутат предложил осудить тех, кто не поддержал вторжение, а тех кто не высказал своей позиции - обязать платить налог в размере 95%.
В октябре 2024 года депутат Свинцов предложил запретить пропаганду квадробики. Так же Свинцов заявил о том, что «законопроект о запрете пропаганды квадробинга приравнивает квадробинг к ЛГБТ».
В конце 2024 года Свинцов внёс на рассмотрение Госдумы законопроект о разрешении продавать алкоголь взрослым людям только после предъявления справки от нарколога. В соответствии с проектом Свинцова каждый россиянин должен посетить нарколога для получения информации о вреде алкоголя и обследования, после чего врач может дать или не дать разрешение на покупку алкогольных напитков. Подтверждать разрешение нарколога на покупку алкоголя Свинцов предложил через сайт госуслуг, где у каждого россиянина, достигшего совершеннолетия должно быть разрешение нарколога, которое гражданин должен предъявить в магазине.

## Санкции
16 декабря 2022 года, на фоне вторжения России на Украину, внесён в санкционный список Евросоюза за поддержку и реализации политики, подрывающую территориальную целостность, суверенитет и независимость Украины.
19 мая 2023 года внесён в санкционный список Канады «соратников режима» как «причастный к продолжающемуся нарушению Россией прав человека, включая передачу под опеку украинских детей в Россию»
По аналогичным основаниям также внесён в санкционные списки Украины и Швейцарии.